# Трнчићи
Трнчићи су насељено мјесто у општини Хаџићи, Босна и Херцеговина.

## Становништво
|             | 2013.       | 1991.       | 1981.       | 1971.       |
| Укупно      | 24 (100,0%) | 30 (100,0%) | 43 (100,0%) | 34 (100,0%) |
| Бошњаци     | 24 (100,0%) | 4 (13,33%)1 | 9 (20,93%)1 | 9 (26,47%)1 |
| Срби        | –           | 26 (86,67%) | 31 (72,09%) | 25 (73,53%) |
| Југословени | –           | –           | 3 (6,977%)  | –           |

1. 1 На пописима од 1971. до 1991. Бошњаци су пописивани углавном као Муслимани.